# Amarios
Amarios (tiếng Hy Lạp: ?) là một khu tự quản ở vùng Kríti, Hy Lạp. Khu tự quản Amarios có diện tích 277 km², dân số theo điều tra ngày 18 tháng 3 năm 2001 là 5633 người.